# Elona quimperiana
El caracol de Quimper o caracol moteado (Elona quimperiana) es un gasterópodo que habita zonas forestales y húmedas de la Bretaña francesa y de la Cornisa Cantábrica. Pertenece a la familia Xanthonychidae. El género Elona es monotípico (constituido por una única especie). El nombre científico de la especie procede de la localidad francesa de Quimper.

## Protección
Está protegido en Francia y en España. Forma parte del anexo II del Convenio de Berna y de los anexos II y IV de la Directiva Hábitats de la Unión Europea.

## Descripción y características

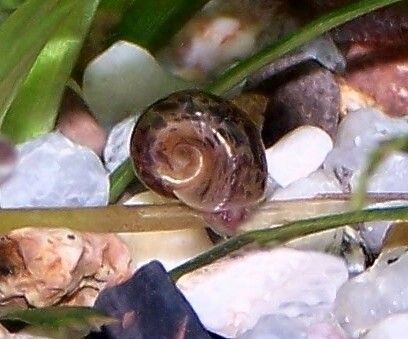
Planorbella duryi

La concha de este caracol mide unos 30 mm de diámetro y unos 12 mm de altura, en 5 o 6 vueltas en espiral, lo que hacen que esta especie sea una de las de mayor talla en parte de su área de distribución. En comparación con otras especies simpátricas puede distinguirse por los laterales relativamente planos de su concha. En el adulto, el borde de la apertura de la concha (peristoma) presenta un labio blanco. Su cuerpo es particularmente grácil y longilíneo.
La concha del caracol de Quimper es marrón casi traslúcido, a través del cual se ve el manto del molusco, que tiene manchas oscuras. Algunos ejemplares presentan matices amarillentos, que suelen apreciarse mejor en las conchas de los ejemplares muertos que en las de los vivos. La superficie de la concha es bastante suave y mate, lo que lo diferencia de Retinella incerta, un caracol de concha brillante que cohabita al pie de los Pirineos, que presenta tamaño, color y forma semejante.
Por su forma y coloración, el caracol de Quimper también recuerda a Planorbis corneus, un gasterópodo de agua dulce que se mantiene con frecuencia en los acuarios.

## Biología
El caracol moteado o de Quimper vive 2 o 3 años en bosques muy húmedos y umbríos, caducifolios de clima templado, acidófilos y de influencia atlántica. Se alimenta de micelios de hongos, raíces -principalmente de robles (Quercus spp)- y ocasionalmente es necrófago y coprófago. Es frecuente que utilice ruinas y roquedos para pasar sus largos periodos de inactividad. En España alcanza una altitud máxima de unos 1.600 m. Es básicamente nocturno, pudiendo salir de día en tiempo de lluvia y con temperaturas moderadas.
Puede ser víctima de los depredadores de otras especies de caracoles, como los erizos y zorzales entre los vertebrados, o las luciérnagas y ciertos escarabajos como los Licininae y Cychrinae entre los invertebrados, por citar algunos de los más habituales.

## Distribución
Los primeros especímenes de esta especie fueron recogidos en la zona de Quimper, Bretaña, en 1817, siendo enviados al Barón André de Férussac, quien en 1821 describió la especie bajo el nombre de Helix quimperiana. Durante décadas, malacólogos y naturalistas siguieron trabajando para establecer su distribución. Esta especie se encontró en el País Vasco Francés en 1853 y en España en 1855. En 1992 se descubrieron sus primeras poblaciones al sur del río Ebro, en La Rioja.
Para explicar la gran disrupción de su área de distribución, con poblaciones muy distantes entre sí, se han considerado explicaciones como que los ejemplares de la Bretaña francesa hayan llegado allí por una antigua introducción, pero tiende a aceptarse más que se han extinguido las poblaciones intermedias en un período glacial.
Todas las especies de la familia Xanthonychidae, salvo esta, se distribuyen por el continente americano, lo que abre un nuevo interrogante sobre su distribución. Tal vez la capacidad de vivir en troncos de árboles que hayan podido ser arrastrados por las corrientes le hayan permitido viajar a grandes distancias para colonizar territorios.